# Сумитра
Суми́тра (санскр. सुमित्रा) — персонаж индуистского эпоса «Рамаяна», третья жена царя Дашаратхи, царица Айодхьи, мать близнецов Лакшманы и Шатругхны. Сумитра была родом из древнеиндийского царства Каши. В эпосе о ней говорится как о самой мудрой из трёх жён Дашаратхи. Сумитра первой догадалась о том, что Рама был аватарой Нараяны и вдохновила Лакшмана сопровождать Раму и служить ему во время его изгнания.